# Matthew Burton
Matthew Burton (* 22. April 1949 in Perth; † 2023) war ein britisch-australischer, in Deutschland lebender und arbeitender Schauspieler und Synchronsprecher.

## Leben
Burton lernte das Schauspielern am National Institute of Dramatic Art in Sydney. Es folgten Engagements bei der Melbourne Theatre Company und der South Australian Theatre Company, gefolgt von Auftritten in australischen Film- und Fernsehproduktionen. Es folgten Engagements am Half Moon Theatre in London und am Duke’s Playhouse im nordenglischen Lancaster. Zur Verbesserung seiner Fähigkeiten als Schauspieler lernte er an der École Jacques Lecoq in Paris bei Monika Pagneaux, Philippe Gaulier, Pierre Byland und Serge Martin. Burton lebte und arbeitete in Berlin. Neben seiner schauspielerischen Arbeit war er regelmäßiger Gastdozent an der Universität der Künste und später auch Schauspieldirektor an der Theaterschule Die Etage in Berlin. Zusammen mit Alberto Fortuzzi gründete er 2011 die Internationale Schule der Commedia dell’Arte Berlin. Schon vorher hatten die beiden die Commedia-dell’Arte-Truppe „Lazzo Mortale“ gegründet und waren mit ihr in Berlin aufgetreten.

## Filmografie (Auswahl)

### Kino
- 1989: Reise ohne Wiederkehr (Regie: Alexandra von Grote)
- 1989: Zwei Frauen (Regie: Carl Schenkel)
- 1990: Feuer, Eis & Dynamit (Regie: Willy Bogner junior)
- 1990: Dr. M
- 1992: Nie wieder schlafen – Nie mehr zurück (Regie: Pia Frankenberg)
- 1993: … und der Himmel steht still (The Innocent) (Regie: John Schlesinger)
- 1996: Eine Couch in New York (Regie: Chantal Akerman)
- 1997: Alle Zeit der Welt (Regie: Matl Findel)
- 2001: Die Reise nach Kafiristan (Regie: Fosco Dubini)
- 2003: Der Gefangenenchor (Kurzfilm; Regie: Raimund Krumme)
- 2004: Ein Goldfisch unter Haien (Regie: Marc-Andreas Bochert)
- 2004: Beyond the Sea
- 2008: Operation Walküre – Das Stauffenberg-Attentat
- 2021: Lieber Thomas

### Fernsehen
- 1992: Terror Stalks the Class Reunion (Thriller) (Regie: Clive Donner)
- 1992: Unsere Hagenbecks – Umzug (Familienserie)
- 1993: Das letzte U-Boot
- 1996: Mona M. – Mit den Waffen einer Frau –  Um Kopf und Kragen
- 1996: Star Command / Gefecht im Weltall
- 1997: Der Kapitän (Abenteuerserie) – Den Tod im Nacken
- 1999: Lexx – Nook
- 1999: Ein Mann steht auf (1)
- 2000: Das Alibi (Regie: Christiane Wiegand)
- 2002: Eva – ganz mein Fall – Alles was Recht ist (ZDF-Serie)
- 2004: Der letzte Zeuge – Ich hasse meine Mutter (ZDF-Krimiserie)
- 2005: Tatort – Der Name der Orchidee
- 2006: Die Sturmflut
- 2006: Ein starkes Team: Gier (Fernsehfilm)
- 2016: Ich will (k)ein Kind von Dir
- 2020: Um Himmels Willen – Letzte Chance, Spieglein, Spieglein, Ausgekocht (ARD-Serie)
- 2020: Sløborn (Fernsehserie, Folge 1x02 & 1x03)